# Kvalspelet till världsmästerskapet i fotboll 2022 (Conmebol)
Kvalspelet till världsmästerskapet i fotboll 2022 (Conmebol) är konfederationen Conmebol:s (Sydamerika) kvaltävlingar till Världsmästerskapet i fotboll 2022 i Qatar. Samtliga 10 medlemmar tävlar om fyra direktplatser och en playoffplats till mästerskapet

## Nationer
Ranking per september 2020.
| 1. Brasilien (3) 2. Uruguay (6) 3. Argentina (9) 4. Colombia (10) 5. Chile (17) | 1. Peru (22) 2. Venezuela (25) 3. Paraguay (40) 4. Ecuador (64) 5. Bolivia (75) |  |

## Tabeller

### Poängtabell
| Nr | Lag       | S  | V  | O | F  | GM | IM | MS  | P  |
| -- | --------- | -- | -- | - | -- | -- | -- | --- | -- |
| 1  | Brasilien | 17 | 14 | 3 | 0  | 40 | 5  | +35 | 45 |
| 2  | Argentina | 17 | 11 | 6 | 0  | 27 | 8  | +19 | 39 |
| 3  | Uruguay   | 18 | 8  | 4 | 6  | 22 | 22 | 0   | 28 |
| 4  | Ecuador   | 18 | 7  | 5 | 6  | 27 | 19 | +8  | 26 |
| 5  | Peru      | 18 | 7  | 3 | 8  | 19 | 22 | −3  | 24 |
| 6  | Colombia  | 18 | 5  | 8 | 5  | 20 | 19 | +1  | 23 |
| 7  | Chile     | 18 | 5  | 4 | 9  | 19 | 26 | −7  | 19 |
| 8  | Paraguay  | 18 | 3  | 7 | 8  | 12 | 26 | −14 | 16 |
| 9  | Bolivia   | 18 | 4  | 3 | 11 | 23 | 42 | −19 | 15 |
| 10 | Venezuela | 18 | 3  | 1 | 14 | 14 | 34 | −20 | 10 |

### Resultattabell
| Hemma \ Borta |         |     |     |     |     |     |     |     |     |     |
| Argentina     | —       | 3–0 | 0–0 | 1–1 | 1–0 | 1–0 | 1–1 | 1–0 | 3–0 | 3-0 |
| Bolivia       | 1–2     | —   | 0-4 | 2–3 | 1–1 | 2–3 | 4–0 | 1–0 | 3–0 | 3–1 |
| Brasilien     | Uppskj. | 5–0 | —   | 4-0 | 1–0 | 2–0 | 4–0 | 2–0 | 4–1 | 1–0 |
| Chile         | 1–2     | 1–1 | 0–1 | —   | 2–2 | 0–2 | 2–0 | 2–0 | 0-2 | 3–0 |
| Colombia      | 2–2     | 3-0 | 0–0 | 3–1 | —   | 0–0 | 0–0 | 0-1 | 0–3 | 3–0 |
| Ecuador       | 1-1     | 3–0 | 1–1 | 0–0 | 6–1 | —   | 2–0 | 1–2 | 4–2 | 1–0 |
| Paraguay      | 0–0     | 2–2 | 0–2 | 0–1 | 1–1 | 3-1 | —   | 2–2 | 0–1 | 2–1 |
| Peru          | 0–2     | 3–0 | 2–4 | 2–0 | 0–3 | 1–1 | 2-0 | —   | 1–1 | 1–0 |
| Uruguay       | 0–1     | 4–2 | 0–2 | 2–1 | 0–0 | 1–0 | 0–0 | 1-0 | —   | 4–1 |
| Venezuela     | 1–3     | 4-1 | 1–3 | 2–1 | 0-1 | 2–1 | 0–1 | 1–2 | 0–0 | —   |

## Matcher

### Matchdag 1
|             | 8 oktober 2020 | Paraguay              | 2 – 2           | Peru                    | Estadio Defensores del Chaco                         |                                                      |
| 19:30 UTC−3 | 19:30 UTC−3    | Ángel Romero 66′, 81′ | (0 – 0) Rapport | 52′, 85′ André Carrillo | Asunción Publik: 0 Domare: Néstor Pitana (Argentina) | Asunción Publik: 0 Domare: Néstor Pitana (Argentina) |
| 19:30 UTC−3 | 19:30 UTC−3    |                       |                 |                         | Asunción Publik: 0 Domare: Néstor Pitana (Argentina) | Asunción Publik: 0 Domare: Néstor Pitana (Argentina) |
| 19:30 UTC−3 | 19:30 UTC−3    |                       |                 |                         | Asunción Publik: 0 Domare: Néstor Pitana (Argentina) | Asunción Publik: 0 Domare: Néstor Pitana (Argentina) |

|             | 8 oktober 2020 | Uruguay                                 | 2 – 1           | Chile              | Estadio Centenario                                  |                                                     |
| 19:45 UTC−3 | 19:45 UTC−3    | Luis Suárez 39′ (str.) Maxi Gómez 90+3′ | (1 – 0) Rapport | 54′ Alexis Sánchez | Montevideo Publik: 0 Domare: Éber Aquino (Paraguay) | Montevideo Publik: 0 Domare: Éber Aquino (Paraguay) |
| 19:45 UTC−3 | 19:45 UTC−3    |                                         |                 |                    | Montevideo Publik: 0 Domare: Éber Aquino (Paraguay) | Montevideo Publik: 0 Domare: Éber Aquino (Paraguay) |
| 19:45 UTC−3 | 19:45 UTC−3    |                                         |                 |                    | Montevideo Publik: 0 Domare: Éber Aquino (Paraguay) | Montevideo Publik: 0 Domare: Éber Aquino (Paraguay) |

|             | 8 oktober 2020 | Argentina               | 1 – 0           | Ecuador | La Bombonera                                         |                                                      |
| 21:30 UTC−3 | 21:30 UTC−3    | Lionel Messi 13′ (str.) | (1 – 0) Rapport |         | Buenos Aires Publik: 0 Domare: Roberto Tobar (Chile) | Buenos Aires Publik: 0 Domare: Roberto Tobar (Chile) |
| 21:30 UTC−3 | 21:30 UTC−3    |                         |                 |         | Buenos Aires Publik: 0 Domare: Roberto Tobar (Chile) | Buenos Aires Publik: 0 Domare: Roberto Tobar (Chile) |
| 21:30 UTC−3 | 21:30 UTC−3    |                         |                 |         | Buenos Aires Publik: 0 Domare: Roberto Tobar (Chile) | Buenos Aires Publik: 0 Domare: Roberto Tobar (Chile) |

|             | 9 oktober 2020 | Colombia                                | 3 – 0           | Venezuela | Estadio Metropolitano Roberto Meléndez                      |                                                             |
| 18:30 UTC−5 | 18:30 UTC−5    | Duván Zapata 16′ Luis Muriel 26′, 45+3′ | (3 – 0) Rapport |           | Barranquilla Publik: 0 Domare: Guillermo Guerrero (Ecuador) | Barranquilla Publik: 0 Domare: Guillermo Guerrero (Ecuador) |
| 18:30 UTC−5 | 18:30 UTC−5    |                                         |                 |           | Barranquilla Publik: 0 Domare: Guillermo Guerrero (Ecuador) | Barranquilla Publik: 0 Domare: Guillermo Guerrero (Ecuador) |
| 18:30 UTC−5 | 18:30 UTC−5    |                                         |                 |           | Barranquilla Publik: 0 Domare: Guillermo Guerrero (Ecuador) | Barranquilla Publik: 0 Domare: Guillermo Guerrero (Ecuador) |

|             | 9 oktober 2020 | Brasilien                                                                                    | 5 – 0           | Bolivia | Neo Química Arena                                     |                                                       |
| 21:30 UTC−3 | 21:30 UTC−3    | Marquinhos 16′ Roberto Firmino 30′, 49′ José María Carrasco 66′ (sjm.) Philippe Coutinho 73′ | (2 – 0) Rapport |         | São Paulo Publik: 0 Domare: Leodán González (Uruguay) | São Paulo Publik: 0 Domare: Leodán González (Uruguay) |
| 21:30 UTC−3 | 21:30 UTC−3    |                                                                                              |                 |         | São Paulo Publik: 0 Domare: Leodán González (Uruguay) | São Paulo Publik: 0 Domare: Leodán González (Uruguay) |
| 21:30 UTC−3 | 21:30 UTC−3    |                                                                                              |                 |         | São Paulo Publik: 0 Domare: Leodán González (Uruguay) | São Paulo Publik: 0 Domare: Leodán González (Uruguay) |

### Matchdag 2
|             | 13 oktober 2020 | Bolivia                    | 1 – 2   | Argentina                               | Estadio Hernando Siles                     |                                            |
| 16:00 UTC−4 | 16:00 UTC−4     | Marcelo Martins Moreno 24′ | Rapport | 45′ Lautaro Martínez 79′ Joaquín Correa | La Paz Publik: 0 Domare: Diego Haro (Peru) | La Paz Publik: 0 Domare: Diego Haro (Peru) |
| 16:00 UTC−4 | 16:00 UTC−4     |                            |         |                                         | La Paz Publik: 0 Domare: Diego Haro (Peru) | La Paz Publik: 0 Domare: Diego Haro (Peru) |
| 16:00 UTC−4 | 16:00 UTC−4     |                            |         |                                         | La Paz Publik: 0 Domare: Diego Haro (Peru) | La Paz Publik: 0 Domare: Diego Haro (Peru) |

|             | 13 oktober 2020 | Ecuador                                                         | 4 – 2           | Uruguay                              | Estadio Rodrigo Paz Delgado                      |                                                  |
| 16:00 UTC−5 | 16:00 UTC−5     | Moisés Caicedo 14′ Michael Estrada 45+3′, 52′ Gonzalo Plata 75′ | (2 – 0) Rapport | 83′ (str.), 90+5′ (str.) Luis Suárez | Quito Publik: 0 Domare: Wilmar Roldán (Colombia) | Quito Publik: 0 Domare: Wilmar Roldán (Colombia) |
| 16:00 UTC−5 | 16:00 UTC−5     |                                                                 |                 |                                      | Quito Publik: 0 Domare: Wilmar Roldán (Colombia) | Quito Publik: 0 Domare: Wilmar Roldán (Colombia) |
| 16:00 UTC−5 | 16:00 UTC−5     |                                                                 |                 |                                      | Quito Publik: 0 Domare: Wilmar Roldán (Colombia) | Quito Publik: 0 Domare: Wilmar Roldán (Colombia) |

|             | 13 oktober 2020 | Venezuela | 0 – 1           | Paraguay           | Estadio Metropolitano de Mérida                  |                                                  |
| 18:00 UTC−4 | 18:00 UTC−4     |           | (0 – 0) Rapport | 85′ Gastón Giménez | Mérida Publik: 0 Domare: Andrés Rojas (Colombia) | Mérida Publik: 0 Domare: Andrés Rojas (Colombia) |
| 18:00 UTC−4 | 18:00 UTC−4     |           |                 |                    | Mérida Publik: 0 Domare: Andrés Rojas (Colombia) | Mérida Publik: 0 Domare: Andrés Rojas (Colombia) |
| 18:00 UTC−4 | 18:00 UTC−4     |           |                 |                    | Mérida Publik: 0 Domare: Andrés Rojas (Colombia) | Mérida Publik: 0 Domare: Andrés Rojas (Colombia) |

|             | 13 oktober 2020 | Peru                               | 2 – 4           | Brasilien                                            | Estadio Nacional                              |                                               |
| 19:00 UTC−5 | 19:00 UTC−5     | André Carrillo 5′ Renato Tapia 59′ | (1 – 1) Rapport | 28′ (str.), 83′ (str.), 90+4′ Neymar 64′ Richarlison | Lima Publik: 0 Domare: Julio Bascuñán (Chile) | Lima Publik: 0 Domare: Julio Bascuñán (Chile) |
| 19:00 UTC−5 | 19:00 UTC−5     |                                    |                 |                                                      | Lima Publik: 0 Domare: Julio Bascuñán (Chile) | Lima Publik: 0 Domare: Julio Bascuñán (Chile) |
| 19:00 UTC−5 | 19:00 UTC−5     |                                    |                 |                                                      | Lima Publik: 0 Domare: Julio Bascuñán (Chile) | Lima Publik: 0 Domare: Julio Bascuñán (Chile) |

|             | 13 oktober 2020 | Chile                                      | 2 – 2           | Colombia                                | Estadio Nacional de Chile                            |                                                      |
| 21:30 UTC−3 | 21:30 UTC−3     | Arturo Vidal 37′ (str.) Alexis Sánchez 41′ | (2 – 1) Rapport | 6′ Jefferson Lerma 90+1′ Radamel Falcao | Santiago Publik: 0 Domare: Darío Herrera (Argentina) | Santiago Publik: 0 Domare: Darío Herrera (Argentina) |
| 21:30 UTC−3 | 21:30 UTC−3     |                                            |                 |                                         | Santiago Publik: 0 Domare: Darío Herrera (Argentina) | Santiago Publik: 0 Domare: Darío Herrera (Argentina) |
| 21:30 UTC−3 | 21:30 UTC−3     |                                            |                 |                                         | Santiago Publik: 0 Domare: Darío Herrera (Argentina) | Santiago Publik: 0 Domare: Darío Herrera (Argentina) |

### Matchdag 3
|             | 12 november 2020 | Bolivia                                         | 2 – 3           | Ecuador                                                   | Estadio Hernando Siles                              |                                                     |
| 16:00 UTC−4 | 16:00 UTC−4      | Juan Carlos Arce 37′ Marcelo Martins Moreno 60′ | (1 – 0) Rapport | 46′ Beder Caicedo 55′ Ángel Mena 88′ (str.) Carlos Gruezo | La Paz Publik: 0 Domare: Wilton Sampaio (Brasilien) | La Paz Publik: 0 Domare: Wilton Sampaio (Brasilien) |
| 16:00 UTC−4 | 16:00 UTC−4      |                                                 |                 |                                                           | La Paz Publik: 0 Domare: Wilton Sampaio (Brasilien) | La Paz Publik: 0 Domare: Wilton Sampaio (Brasilien) |
| 16:00 UTC−4 | 16:00 UTC−4      |                                                 |                 |                                                           | La Paz Publik: 0 Domare: Wilton Sampaio (Brasilien) | La Paz Publik: 0 Domare: Wilton Sampaio (Brasilien) |

|             | 12 november 2020 | Argentina            | 1 – 1           | Paraguay                | La Bombonera                                             |                                                          |
| 21:00 UTC−3 | 21:00 UTC−3      | Nicolás González 41′ | (1 – 1) Rapport | 21′ (str.) Ángel Romero | Buenos Aires Publik: 0 Domare: Raphael Claus (Brasilien) | Buenos Aires Publik: 0 Domare: Raphael Claus (Brasilien) |
| 21:00 UTC−3 | 21:00 UTC−3      |                      |                 |                         | Buenos Aires Publik: 0 Domare: Raphael Claus (Brasilien) | Buenos Aires Publik: 0 Domare: Raphael Claus (Brasilien) |
| 21:00 UTC−3 | 21:00 UTC−3      |                      |                 |                         | Buenos Aires Publik: 0 Domare: Raphael Claus (Brasilien) | Buenos Aires Publik: 0 Domare: Raphael Claus (Brasilien) |

|             | 13 november 2020 | Colombia | 0 – 3           | Uruguay                                                   | Estadio Metropolitano Roberto Meléndez                        |                                                               |
| 15:30 UTC−5 | 15:30 UTC−5      |          | (0 – 1) Rapport | 5′ Edinson Cavani 54′ (str.) Luis Suárez 73′ Darwin Núñez | Barranquilla Publik: 0 Domare: Fernando Rapallini (Argentina) | Barranquilla Publik: 0 Domare: Fernando Rapallini (Argentina) |
| 15:30 UTC−5 | 15:30 UTC−5      |          |                 |                                                           | Barranquilla Publik: 0 Domare: Fernando Rapallini (Argentina) | Barranquilla Publik: 0 Domare: Fernando Rapallini (Argentina) |
| 15:30 UTC−5 | 15:30 UTC−5      |          |                 |                                                           | Barranquilla Publik: 0 Domare: Fernando Rapallini (Argentina) | Barranquilla Publik: 0 Domare: Fernando Rapallini (Argentina) |

|             | 13 november 2020 | Chile                 | 2 – 0           | Peru | Estadio Nacional de Chile                             |                                                       |
| 20:00 UTC−3 | 20:00 UTC−3      | Arturo Vidal 19′, 34′ | (2 – 0) Rapport |      | Santiago Publik: 0 Domare: Esteban Ostojich (Uruguay) | Santiago Publik: 0 Domare: Esteban Ostojich (Uruguay) |
| 20:00 UTC−3 | 20:00 UTC−3      |                       |                 |      | Santiago Publik: 0 Domare: Esteban Ostojich (Uruguay) | Santiago Publik: 0 Domare: Esteban Ostojich (Uruguay) |
| 20:00 UTC−3 | 20:00 UTC−3      |                       |                 |      | Santiago Publik: 0 Domare: Esteban Ostojich (Uruguay) | Santiago Publik: 0 Domare: Esteban Ostojich (Uruguay) |

|             | 13 november 2020 | Brasilien           | 1 – 0           | Venezuela | Estadio Cicero Pompeu de Toledo                             |                                                             |
| 21:30 UTC−3 | 21:30 UTC−3      | Roberto Firmino 66′ | (0 – 0) Rapport |           | São Paulo Publik: 0 Domare: Juan Gabriel Benítez (Paraguay) | São Paulo Publik: 0 Domare: Juan Gabriel Benítez (Paraguay) |
| 21:30 UTC−3 | 21:30 UTC−3      |                     |                 |           | São Paulo Publik: 0 Domare: Juan Gabriel Benítez (Paraguay) | São Paulo Publik: 0 Domare: Juan Gabriel Benítez (Paraguay) |
| 21:30 UTC−3 | 21:30 UTC−3      |                     |                 |           | São Paulo Publik: 0 Domare: Juan Gabriel Benítez (Paraguay) | São Paulo Publik: 0 Domare: Juan Gabriel Benítez (Paraguay) |

### Matchdag 4
|             | 17 november 2020 | Venezuela                            | 2 – 1           | Chile            | Estadio Olímpico                                       |                                                        |
| 17:00 UTC−4 | 17:00 UTC−4      | Luis Mago 9′ José Salomón Rondón 81′ | (1 – 1) Rapport | 15′ Arturo Vidal | Caracas Publik: 0 Domare: Patricio Loustau (Argentina) | Caracas Publik: 0 Domare: Patricio Loustau (Argentina) |
| 17:00 UTC−4 | 17:00 UTC−4      |                                      |                 |                  | Caracas Publik: 0 Domare: Patricio Loustau (Argentina) | Caracas Publik: 0 Domare: Patricio Loustau (Argentina) |
| 17:00 UTC−4 | 17:00 UTC−4      |                                      |                 |                  | Caracas Publik: 0 Domare: Patricio Loustau (Argentina) | Caracas Publik: 0 Domare: Patricio Loustau (Argentina) |

|             | 17 november 2020 | Ecuador | 6 – 1           | Colombia                     | Estadio Rodrigo Paz Delgado                          |                                                      |
| 16:00 UTC−5 | 16:00 UTC−5      | Robert Arboleda 7′ Ángel Mena 9′ Michael Estrada 32′ Xavier Arreaga 39′ Gonzalo Plata 78′ Pervis Estupiñán 90+1′ | (4 – 1) Rapport | 45+1′ (str.) James Rodríguez | Quito Publik: 0 Domare: Jesús Valenzuela (Venezuela) | Quito Publik: 0 Domare: Jesús Valenzuela (Venezuela) |
| 16:00 UTC−5 | 16:00 UTC−5      | |                 |                              | Quito Publik: 0 Domare: Jesús Valenzuela (Venezuela) | Quito Publik: 0 Domare: Jesús Valenzuela (Venezuela) |
| 16:00 UTC−5 | 16:00 UTC−5      | |                 |                              | Quito Publik: 0 Domare: Jesús Valenzuela (Venezuela) | Quito Publik: 0 Domare: Jesús Valenzuela (Venezuela) |

|             | 17 november 2020 | Uruguay | 0 – 2           | Brasilien                       | Estadio Centenario                                 |                                                    |
| 20:00 UTC−3 | 20:00 UTC−3      |         | (0 – 2) Rapport | 33′ Arthur Melo 45′ Richarlison | Montevideo Publik: 0 Domare: Roberto Tobar (Chile) | Montevideo Publik: 0 Domare: Roberto Tobar (Chile) |
| 20:00 UTC−3 | 20:00 UTC−3      |         |                 |                                 | Montevideo Publik: 0 Domare: Roberto Tobar (Chile) | Montevideo Publik: 0 Domare: Roberto Tobar (Chile) |
| 20:00 UTC−3 | 20:00 UTC−3      |         |                 |                                 | Montevideo Publik: 0 Domare: Roberto Tobar (Chile) | Montevideo Publik: 0 Domare: Roberto Tobar (Chile) |

|             | 17 november 2020 | Paraguay                                             | 2 – 2           | Bolivia                                       | Estadio Defensores del Chaco                          |                                                       |
| 20:00 UTC−3 | 20:00 UTC−3      | Ángel Romero 19′ (str.) Alejandro Romero Gamarra 72′ | (1 – 2) Rapport | 41′ Marcelo Martins Moreno 45′ Boris Céspedes | Asunción Publik: 0 Domare: Alexis Herrera (Venezuela) | Asunción Publik: 0 Domare: Alexis Herrera (Venezuela) |
| 20:00 UTC−3 | 20:00 UTC−3      |                                                      |                 |                                               | Asunción Publik: 0 Domare: Alexis Herrera (Venezuela) | Asunción Publik: 0 Domare: Alexis Herrera (Venezuela) |
| 20:00 UTC−3 | 20:00 UTC−3      |                                                      |                 |                                               | Asunción Publik: 0 Domare: Alexis Herrera (Venezuela) | Asunción Publik: 0 Domare: Alexis Herrera (Venezuela) |

|             | 17 november 2020 | Peru | 0 – 2           | Argentina                                 | Estadio Nacional                                |                                                 |
| 19:30 UTC−5 | 19:30 UTC−5      |      | (0 – 2) Rapport | 17′ Nicolás González 28′ Lautaro Martínez | Lima Publik: 0 Domare: Wilmar Roldán (Colombia) | Lima Publik: 0 Domare: Wilmar Roldán (Colombia) |
| 19:30 UTC−5 | 19:30 UTC−5      |      |                 |                                           | Lima Publik: 0 Domare: Wilmar Roldán (Colombia) | Lima Publik: 0 Domare: Wilmar Roldán (Colombia) |
| 19:30 UTC−5 | 19:30 UTC−5      |      |                 |                                           | Lima Publik: 0 Domare: Wilmar Roldán (Colombia) | Lima Publik: 0 Domare: Wilmar Roldán (Colombia) |

### Matchdag 5
|  | 5 september 2021 | Bolivia | –           | Peru | Estadio Hernando Siles |        |
|  |                  |         | (–) Rapport |      | La Paz                 | La Paz |
|  |                  |         |             |      | La Paz                 | La Paz |
|  |                  |         |             |      | La Paz                 | La Paz |

|  | 5 september 2021 | Venezuela | –           | Ecuador | Estadio Olímpico de la UCV |         |
|  |                  |           | (–) Rapport |         | Caracas                    | Caracas |
|  |                  |           |             |         | Caracas                    | Caracas |
|  |                  |           |             |         | Caracas                    | Caracas |

|  | 5 september 2021 | Chile | –           | Paraguay | Estadio Nacional de Chile |          |
|  |                  |       | (–) Rapport |          | Santiago                  | Santiago |
|  |                  |       |             |          | Santiago                  | Santiago |
|  |                  |       |             |          | Santiago                  | Santiago |

|  | 5 september 2021 | Colombia | –           | Brasilien | Estadio Metropolitano Roberto Meléndez |              |
|  |                  |          | (–) Rapport |           | Barranquilla                           | Barranquilla |
|  |                  |          |             |           | Barranquilla                           | Barranquilla |
|  |                  |          |             |           | Barranquilla                           | Barranquilla |

|  | 5 september 2021 | Argentina | –           | Uruguay | Estadio Único Madre de Ciudades |                     |
|  |                  |           | (–) Rapport |         | Santiago del Estero             | Santiago del Estero |
|  |                  |           |             |         | Santiago del Estero             | Santiago del Estero |
|  |                  |           |             |         | Santiago del Estero             | Santiago del Estero |

### Matchdag 6
|  | 10 oktober 2021 | Ecuador | –           | Chile | Estadio Rodrigo Paz Delgado |       |
|  |                 |         | (–) Rapport |       | Quito                       | Quito |
|  |                 |         |             |       | Quito                       | Quito |
|  |                 |         |             |       | Quito                       | Quito |

|  | 10 oktober 2021 | Uruguay | –           | Bolivia | Estadio Centenario |            |
|  |                 |         | (–) Rapport |         | Montevideo         | Montevideo |
|  |                 |         |             |         | Montevideo         | Montevideo |
|  |                 |         |             |         | Montevideo         | Montevideo |

|  | 10 oktober 2021 | Paraguay | –           | Colombia | Estadio Defensores del Chaco |          |
|  |                 |          | (–) Rapport |          | Asunción                     | Asunción |
|  |                 |          |             |          | Asunción                     | Asunción |
|  |                 |          |             |          | Asunción                     | Asunción |

|  | 10 oktober 2021 | Brasilien | –           | Argentina | Arena Pernambuco     |                      |
|  |                 |           | (–) Rapport |           | São Lourenço da Mata | São Lourenço da Mata |
|  |                 |           |             |           | São Lourenço da Mata | São Lourenço da Mata |
|  |                 |           |             |           | São Lourenço da Mata | São Lourenço da Mata |

|  | 10 oktober 2021 | Peru | –           | Venezuela | Estadio Nacional |      |
|  |                 |      | (–) Rapport |           | Lima             | Lima |
|  |                 |      |             |           | Lima             | Lima |
|  |                 |      |             |           | Lima             | Lima |

### Matchdag 7
|             | 3 juni 2021 | Bolivia                                           | 3 – 1           | Venezuela           | Estadio Hernando Siles                |                                       |
| 16:00 UTC−4 | 16:00 UTC−4 | Marcelo Martins Moreno 5′, 83′ Diego Bejarano 60′ | (1 – 1) Rapport | 26′ Jhon Chancellor | La Paz Domare: Jhon Ospina (Colombia) | La Paz Domare: Jhon Ospina (Colombia) |
| 16:00 UTC−4 | 16:00 UTC−4 |                                                   |                 |                     | La Paz Domare: Jhon Ospina (Colombia) | La Paz Domare: Jhon Ospina (Colombia) |
| 16:00 UTC−4 | 16:00 UTC−4 |                                                   |                 |                     | La Paz Domare: Jhon Ospina (Colombia) | La Paz Domare: Jhon Ospina (Colombia) |

|             | 3 juni 2021 | Uruguay | 0 – 0   | Paraguay | Estadio Centenario                          |                                             |
| 19:00 UTC−3 | 19:00 UTC−3 |         | Rapport |          | Montevideo Domare: Wilmar Roldán (Colombia) | Montevideo Domare: Wilmar Roldán (Colombia) |
| 19:00 UTC−3 | 19:00 UTC−3 |         |         |          | Montevideo Domare: Wilmar Roldán (Colombia) | Montevideo Domare: Wilmar Roldán (Colombia) |
| 19:00 UTC−3 | 19:00 UTC−3 |         |         |          | Montevideo Domare: Wilmar Roldán (Colombia) | Montevideo Domare: Wilmar Roldán (Colombia) |

|             | 3 juni 2021 | Argentina               | 1 – 1           | Chile              | Estadio Único Madre de Ciudades                          |                                                          |
| 21:00 UTC−3 | 21:00 UTC−3 | Lionel Messi 23′ (str.) | (1 – 1) Rapport | 36′ Alexis Sánchez | Santiago del Estero Domare: Jesús Valenzuela (Venezuela) | Santiago del Estero Domare: Jesús Valenzuela (Venezuela) |
| 21:00 UTC−3 | 21:00 UTC−3 |                         |                 |                    | Santiago del Estero Domare: Jesús Valenzuela (Venezuela) | Santiago del Estero Domare: Jesús Valenzuela (Venezuela) |
| 21:00 UTC−3 | 21:00 UTC−3 |                         |                 |                    | Santiago del Estero Domare: Jesús Valenzuela (Venezuela) | Santiago del Estero Domare: Jesús Valenzuela (Venezuela) |

|             | 3 juni 2021 | Peru | 0 – 3           | Colombia                                      | Estadio Nacional                        |                                         |
| 21:00 UTC−5 | 21:00 UTC−5 |      | (0 – 1) Rapport | 40′ Yerry Mina 49′ Mateus Uribe 55′ Luis Díaz | Lima Domare: Wilton Sampaio (Brasilien) | Lima Domare: Wilton Sampaio (Brasilien) |
| 21:00 UTC−5 | 21:00 UTC−5 |      |                 |                                               | Lima Domare: Wilton Sampaio (Brasilien) | Lima Domare: Wilton Sampaio (Brasilien) |
| 21:00 UTC−5 | 21:00 UTC−5 |      |                 |                                               | Lima Domare: Wilton Sampaio (Brasilien) | Lima Domare: Wilton Sampaio (Brasilien) |

|             | 4 juni 2021 | Brasilien                           | 2 – 0           | Ecuador | Estádio Beira-Rio                               |                                                 |
| 21:30 UTC−3 | 21:30 UTC−3 | Richarlison 65′ Neymar 90+4′ (str.) | (0 – 0) Rapport |         | Porto Alegre Domare: Alexis Herrera (Venezuela) | Porto Alegre Domare: Alexis Herrera (Venezuela) |
| 21:30 UTC−3 | 21:30 UTC−3 |                                     |                 |         | Porto Alegre Domare: Alexis Herrera (Venezuela) | Porto Alegre Domare: Alexis Herrera (Venezuela) |
| 21:30 UTC−3 | 21:30 UTC−3 |                                     |                 |         | Porto Alegre Domare: Alexis Herrera (Venezuela) | Porto Alegre Domare: Alexis Herrera (Venezuela) |

### Matchdag 8
|             | 8 juni 2021 | Ecuador             | 1 – 2           | Peru                                   | Estadio Rodrigo Paz Delgado              |                                          |
| 16:00 UTC−5 | 16:00 UTC−5 | Gonzalo Plata 90+3′ | (0 – 0) Rapport | 63′ Christian Cueva 89′ Luis Advíncula | Quito Domare: Esteban Ostojich (Uruguay) | Quito Domare: Esteban Ostojich (Uruguay) |
| 16:00 UTC−5 | 16:00 UTC−5 |                     |                 |                                        | Quito Domare: Esteban Ostojich (Uruguay) | Quito Domare: Esteban Ostojich (Uruguay) |
| 16:00 UTC−5 | 16:00 UTC−5 |                     |                 |                                        | Quito Domare: Esteban Ostojich (Uruguay) | Quito Domare: Esteban Ostojich (Uruguay) |

|             | 8 juni 2021 | Venezuela | 0 – 0   | Uruguay | Estadio Olímpico de la UCV                   |                                              |
| 18:30 UTC−4 | 18:30 UTC−4 |           | Rapport |         | Caracas Domare: Anderson Daronco (Brasilien) | Caracas Domare: Anderson Daronco (Brasilien) |
| 18:30 UTC−4 | 18:30 UTC−4 |           |         |         | Caracas Domare: Anderson Daronco (Brasilien) | Caracas Domare: Anderson Daronco (Brasilien) |
| 18:30 UTC−4 | 18:30 UTC−4 |           |         |         | Caracas Domare: Anderson Daronco (Brasilien) | Caracas Domare: Anderson Daronco (Brasilien) |

|             | 8 juni 2021 | Colombia                                  | 2 – 2           | Argentina                             | Estadio Metropolitano Roberto Meléndez     |                                            |
| 18:00 UTC−5 | 18:00 UTC−5 | Luis Muriel 51′ (str.) Miguel Borja 90+4′ | (0 – 2) Rapport | 3′ Cristian Romero 8′ Leandro Paredes | Barranquilla Domare: Roberto Tobar (Chile) | Barranquilla Domare: Roberto Tobar (Chile) |
| 18:00 UTC−5 | 18:00 UTC−5 |                                           |                 |                                       | Barranquilla Domare: Roberto Tobar (Chile) | Barranquilla Domare: Roberto Tobar (Chile) |
| 18:00 UTC−5 | 18:00 UTC−5 |                                           |                 |                                       | Barranquilla Domare: Roberto Tobar (Chile) | Barranquilla Domare: Roberto Tobar (Chile) |

|             | 8 juni 2021 | Paraguay | 0 – 2           | Brasilien                     | Estadio Defensores del Chaco                  |                                               |
| 20:30 UTC−4 | 20:30 UTC−4 |          | (0 – 1) Rapport | 4′ Neymar 90+3′ Lucas Paquetá | Asunción Domare: Patricio Loustau (Argentina) | Asunción Domare: Patricio Loustau (Argentina) |
| 20:30 UTC−4 | 20:30 UTC−4 |          |                 |                               | Asunción Domare: Patricio Loustau (Argentina) | Asunción Domare: Patricio Loustau (Argentina) |
| 20:30 UTC−4 | 20:30 UTC−4 |          |                 |                               | Asunción Domare: Patricio Loustau (Argentina) | Asunción Domare: Patricio Loustau (Argentina) |

|             | 8 juni 2021 | Chile            | 1 – 1           | Bolivia                           | Estadio San Carlos de Apoquindo         |                                         |
| 21:30 UTC−4 | 21:30 UTC−4 | Erick Pulgar 69′ | (0 – 0) Rapport | 81′ (str.) Marcelo Martins Moreno | Santiago Domare: Eber Aquino (Paraguay) | Santiago Domare: Eber Aquino (Paraguay) |
| 21:30 UTC−4 | 21:30 UTC−4 |                  |                 |                                   | Santiago Domare: Eber Aquino (Paraguay) | Santiago Domare: Eber Aquino (Paraguay) |
| 21:30 UTC−4 | 21:30 UTC−4 |                  |                 |                                   | Santiago Domare: Eber Aquino (Paraguay) | Santiago Domare: Eber Aquino (Paraguay) |

## Interkontinentalt kvalspel
| AFC mot Conmebol | AFC mot Conmebol      | AFC mot Conmebol |
| ---------------- | --------------------- | ---------------- |
| AFC              | Resultat              | Conmebol         |
| Australien       | 0–0 (e.f.) (5–4 str.) | Peru             |

## Anmärkningslista
1. ↑  Matchen mellan Peru och Brasilien var ursprungligen planerad ett spelas klockan 21:15,[2] men tidigarelades till 19:00 då Peru hade infört ett utegångsförbud som börjar gälla 23:00 som en åtgärd mot coronavirusutbrottet.[3][4]
2. ↑  Matchen mellan Chile och Colombia var ursprungligen planerad att spelas 20:00,[2] men senarelades till 21:30 för att undvika en krock med en politisk sändning om Chiles folkomröstning om en ny konstitution.[5]